# Frankie Musonda
Frankie Musonda, né le 12 décembre 1997 à Bedford en Angleterre, est un footballeur international zambien. Il joue au poste de défenseur central à Ayr United.

## Biographie

### Carrière en club

#### Luton Town et les prêts
Né en 1997 à Bedford, dans le Bedfordshire, Musonda Chisenga rejoint Luton Town en 2006 à l’âge de huit ans et progresse dans le système de jeunes du club. A l’académie du club, il joue à de nombreux postes, notamment en tant qu’attaquant, avant d'embrasser le rôle de défenseur central. Il fait partie de l’équipe des moins de 11 ans qui bat le Bayern Munich 3-2 pour remporter le Masters d’Aarau en 2009. Il a  ensuite été promu dans l’équipe des moins de 18 ans de Luton en tant que boursier de première année en 2014 et a été nommé capitaine.  
Frankie Musonda commence la saison 2015-2016 en jouant à la fois pour l’équipe des moins de 18 ans et l’équipe de développement aux côtés de professionnels seniors.  Il mène les moins de 18 ans à une série de 16 matchs sans défaite, au cours de laquelle l’équipe n’a encaissé que sept buts, il signe par suite un contrat professionnel d’un an et demi avec Luton le 4 novembre 2015. Musonda continue d’être capitaine de l’équipe des moins de 18 ans qui remporte le titre de l’Alliance de la jeunesse du Sud-Est et la Coupe de l’Alliance de la jeunesse,, et atteint également les quarts de finale de la FA Youth Cup, dans laquelle ils perdent 1-0 contre Blackburn Rovers.
Musonda s’est impliqué pour la première fois dans l’équipe de première division de Luton lorsqu’il a été nommé sur le banc le jour de son dix-huitième anniversaire pour un match de League Two contre Northampton Town, bien qu’il soit resté un remplaçant inutilisé. Le 23 janvier 2016, Musonda est introduit à la 94e minute en remplacement de Pelly Ruddock Mpanzu lors d’une victoire 2-0 à Mansfield Town faisant ainsi ses débuts professionnels. Sa deuxième apparition de la saison est le 9 avril, remplaçant Dan Potts à la 85e minute lors d’une défaite 2-0 à domicile contre Accrington Stanley. Il est introduit à la 89e minute en remplacement de Jake Howells lors du dernier match de la saison de Luton, une victoire 4-1 à domicile contre Exeter City.
Le 30 août 2016, il marque son premier but professionnel lors de sa première apparition en 2016-2017 lors d’une victoire 2-1 à Gillingham en EFL Trophy. Il fait quatre autres apparitions dans l’EFL Trophy, avant de rejoindre le club de National League Braintree Town le 3 mars 2017 pour un prêt initial d’un mois. Il  fait ses débuts un jour plus tard lors d’une défaite 2-1 à domicile contre Wrexham, Musonda termine son prêt à Braintree avec trois apparitions.
Peu après le début de la saison 2017-2018, Musonda signe un nouveau contrat avec Luton le 9 août 2017 pour le garder au club jusqu’à l’été 2019, avec une option pour une année supplémentaire. Le club d’Oxford City le 9 février 2018 pour un prêt d’un mois et débute avec une victoire 4-1 à domicile contre Hemel Hempstead Town un jour plus tard. Le prêt est prolongé le 16 mars jusqu’à la fin de la saison.  Il fera 13 apparitions et marque un but alors qu’Oxford termine 16e de la National League South. Luton prolonge d’une année supplémentaire à la fin de la saison après qu’une clause de promotion ait été déclenchée à la suite de la promotion du club en League One. Il rejoint Oxford City le 26 octobre 2018 en prêt d’un mois. Ce prêt de Musonda à Oxford s’est terminé avec un but marqué en sept apparitions.  Prêté à un autre club de National League South, Hemel Hempstead Town, le 9 janvier 2019 jusqu’à la fin de la saison 2018-2019.
Musonda a rejoint St Albans City de la National League South le 18 octobre 2019 en prêt jusqu’en janvier 2020.  Ses débuts un jour plus tard lors d’une défaite 1-0 à domicile contre Bath City et fait 12 autres apparitions, complétant le prêt avec 13 apparitions et un but avant de retourner à Luton,. Il retourne à St Albans le 6 mars 2020 en prêt jusqu’à la fin de la saison. Il a été libéré par Luton à l’expiration de son contrat en juin 2020.

#### Raith Rovers
Le 11 août 2020, Frankie Musonda signe un contrat d’un an avec les Raith Rovers, nouvellement promus en Championnat écossais,.

#### Ayr United
Le 22 juin 2022, Musonda rejoint Ayr United, club du Championnat écossais, pour un contrat de deux ans,.

## Carrière internationale
Frankie Musonda est né en Angleterre d’un père Zambien et d’une mère anglaise. Il a été appelé à représenter l’équipe nationale de Zambie en mars 2022.  Il fait ses débuts pour la Zambie lors d’une victoire amicale 3-1 contre le Congo le 25 mars 2022, marquant le troisième but de son équipe lors de ses débuts.
En 2023, il participe à la 34e édition de la Coupe d'Afrique des nations de football 2023, où il occupe le poste de défenseur,.